# Kašice
Kašice (Servisch cyrillisch Кашице) is een plaats in de Servische gemeente Prijepolje. De plaats telt 88 inwoners (2002).